# Amastus dubius
Amastus dubius är en fjärilsart som beskrevs av De Toulgoët 1981. Amastus dubius ingår i släktet Amastus och familjen björnspinnare. Inga underarter finns listade i Catalogue of Life.